# Hadar HaCarmel

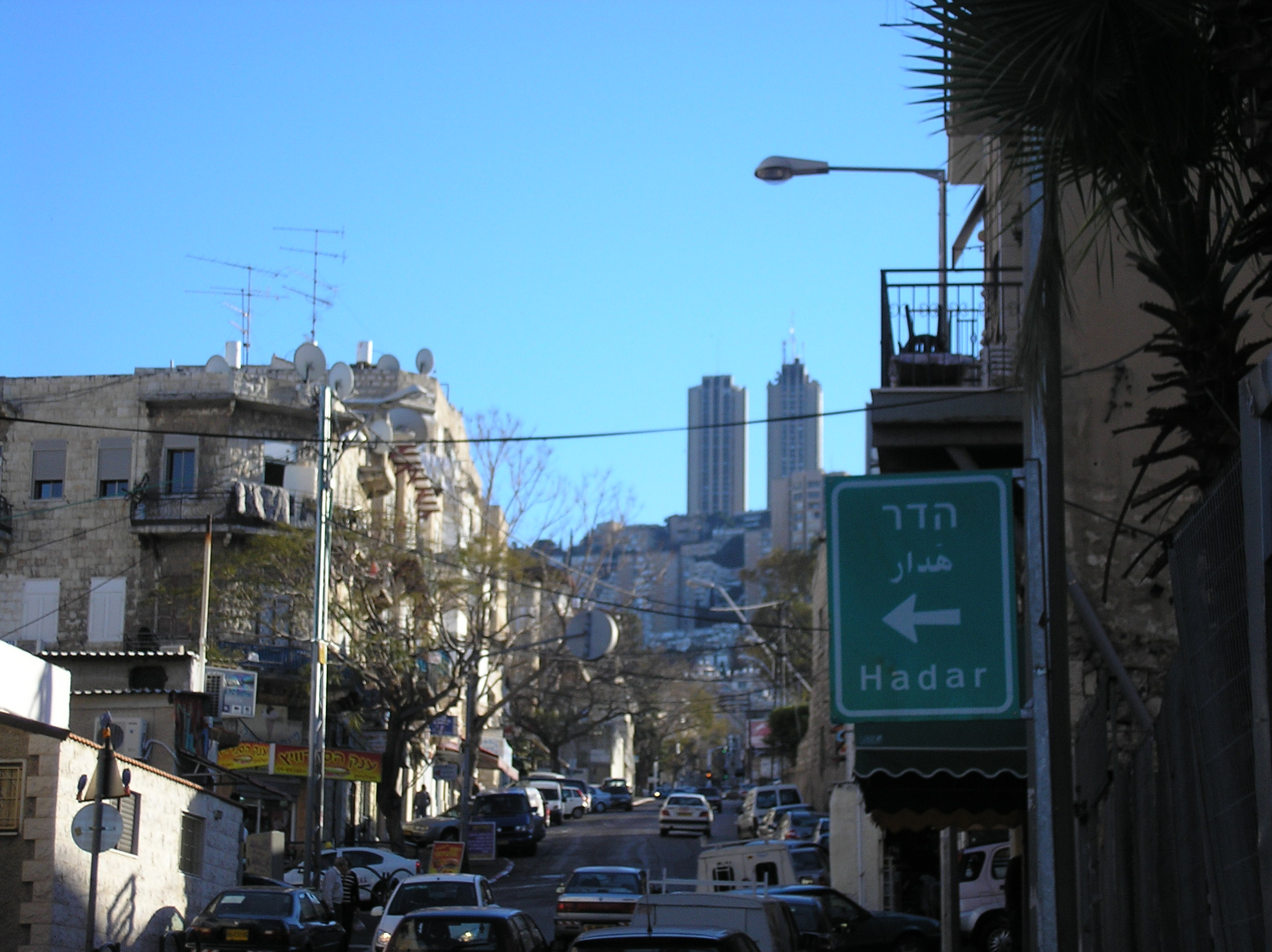
Hadar Hacarmel

Hadar HaCarmel (en hebreo: הדר‎, "Espledor del Carmelo") es uno de los nueve distritos de Haifa, Israel. Se encuentra en la ladera norte del Monte Carmelo, con vista al puerto y a la bahía de Haifa. Hadar HaCarmel fue en sus comienzos el centro comercial de Haifa.

## Historia
Hadar HaCarmel fue fundado antes de la Primera Guerra Mundial. En 1944, más de 66.000 residentes judíos vivían en este distrito. El ayuntamiento, el palacio de justicia y los edificios de gobierno se encontraban en este distrito, pero fueron trasladados al distrito Hair HaTachtit.